# Estero
Estero is een plaats (census-designated place) in de Amerikaanse staat Florida, en valt bestuurlijk gezien onder Lee County.

## Demografie
Bij de volkstelling in 2000 werd het aantal inwoners vastgesteld op 9503.

## Geografie
Volgens het United States Census Bureau beslaat de plaats een oppervlakte van
54,7 km², waarvan 54,6 km² land en 0,1 km² water. Estero ligt op ongeveer 1 m boven zeeniveau.

## Plaatsen in de nabije omgeving
De onderstaande figuur toont nabijgelegen plaatsen in een straal van 16 km rond Estero.